# Христина Маркишић
Христина Маркишић (Алексинац, 14. мај 1914 – Сокобања,12. април 1944) је била српска учитељица, првоборац и партизанка.

## Биографија
Христина је потицала из сиромашне породице Миливојевић, завршила је Гимназију, а касније и учитељску школу. У гимназији је упознала своју љубав, тада ђака, а касније супруга, новинара Алексу Маркишића (1909-1944).
Због свог рада у комунистичкој партији, хапшена је и била је у Логору Црвени крст 1942-1943, одакле је пуштена због тешког запаљења плућа. Након тога била је комесар чете у Озренском одреду, а скривала се и у Манастиру Липовац, где је доста калуђерица и монахиња скривало партизане и помагало народноослободилачку борбу.
Њен супруг Алекса је био пореклом са Цетиња, али је са породицом одрастао у Сокобањи. Био је члан Озренског корпуса, а рањен је у борбама са Недићевцима, починио је самоубиство да не би пао непријатељу у руке. Био је сарадник и дописник Политике, а такође и правник. Његова супруга је наставила његов рад, и такође починила самоубиство како би помогла другим комунистима Срећку и Радмили Ковачевић да побегну. У Сокобањи им је подигнуто спомен обележје. Поред Алексе и Христине у рату су настрадали његов брат Андрија, сестра Марија и братанци Бранко, Душан и Марко. У Алексинцу постоји Дом за незбринуту децу Христина Маркишић који носи име по овој учитељици и партизанки, и налази се у вили Михајла Кнез Милојковића, која је конфискована овом агроному, након што је ухапшен и стрељан. У књизи Алекса Маркишић аутора Милорада Мадића (1980, Горњи Милановац) налазе се стихови које је Алекса посветио својој супрузи Христини. Поред  песме Месец сачувана је и његова песма Зашто.
Христина је погинула  на Каменичком вису са осталим члановима свог одреда, сваки се сам убио, како не би пао у руке непријатељу. Подаци и фотографија Христине су из књиге Жене Србије у НОБ-у (Нолит, 1975, страница 712)

## ПесмаМесецпосвећена Христини
Месече брате далеки!

Ноћас сам лу'то ко и увек.

тражећи у ноћи, у мраку,

моју драгану.

А ти си реч задану.

згазио и ниси дошао!

Ко те је ноћас брате сакрио?

Те ниси небом пловио?

Да т' није неко срце ранио,

Ко мени моја драгана?

Ил' те је облак собом завио.

Пред тобом брану ставио,

Да зраци твоји не сежу

Далеке ноћне тајности

и сребрну дати у мрежу

Не падну људске крајности?

Ко те је ноћас брате сакрио,

Те ниси небом пловио?